# André Mélin
Pour les articles homonymes, voir Mélin (homonymie).
Le Colonel André Mélin (né le 28 juin 1899 à Grenoble, mort le 7 janvier 1963 à Brest) est un aviateur français pionnier de l'aéronautique.

## Biographie
Pilote de ballon sphérique en 1909, il devint pilote d'aéroplane le 25 mai 1912 (brevet no 886) et, étant expert parachutiste, il expérimenta lui-même ses inventions.
Durant la Grande guerre de 14-18, il était aviateur et fut décoré de la Légion d'honneur, de la croix de guerre, de la médaille militaire et de la médaille des blessés de guerre. Il travaille ensuite pour la société Morane-Saulnier, puis pour Gnome et Rhône. Il bat le record international d'altitude sur un avion sans queue Fauvel.
Au début de la Seconde Guerre mondiale, en 1939-1940 et pendant l'occupation, il participe activement à la guerre et à la Résistance sous l'alias Denan. Il obtint la Croix de guerre 1939-1945 avec palme il est aussi titulaire de la médaille des évadés.
À la fin de la guerre, il passe plusieurs années en Océanie à soigner les lépreux. Il crée d'ailleurs une léproserie à Nouméa en Nouvelle-Calédonie où sa stèle se trouve encore avec l'inscription « L'homme qui fut Bon ».
L'un de ses derniers exploits a été de se poser à 2 000 mètres d'altitude sur le mont Aiguille dans massif du Vercors à bord d'un appareil Super Club avec son ami et pilote Henri Giraud. Il fut nommé également commandeur de la Légion d'honneur.